# 銀河 (フジファブリックの曲)
「銀河」（ぎんが）は、日本のロックバンド、フジファブリックの通算4枚目のシングル。

## 解説
- 四季を基調に作られた連作シングル四季4部作最終章-冬盤-。テーマは「冬」。
- PVに出演している女性はケイティ（追われる女）、YOHANA（追う女（センター））、大熊絢子・櫻井陽（追う女（両サイド））。
- この楽曲のPVにはケチャに似たダンスが用いられている（振り付けはコンドルズの近藤良平）。斉藤和義もこの踊りに感化されライブイベントで踊りを披露した。
- 2010年7月29日にアーケードゲームとして稼動した『jubeat knit』の収録曲として『銀河』が収録された。
- CD-EXTRA仕様で、AKANEIRO RADIO版 「銀河」を収録。

## 収録曲
| 全作詞・作曲: 志村正彦、全編曲: フジファブリック。 |              |          |            |      |
| #                                                  | タイトル     | 作詞     | 作曲・編曲 | 時間 |
| 1.                                                 | 「銀河」     | 志村正彦 | 志村正彦   | 5:06 |
| 2.                                                 | 「黒服の人」 | 志村正彦 | 志村正彦   | 5:54 |

1. 銀河
アルバム『FAB FOX』にはアルバム・バージョンが収録されており、このバージョンは「SINGLES 2004-2009」に初めてアルバム収録された。
2. 黒服の人

## 競演・カバー
- 2010年7月17日に行われた「フジフジ富士Q」ではくるりの岸田繁、佐藤征史と共に「銀河」を演奏した（歌唱は岸田繁が務めた）[1]。
- 2014年7月5日、Zepp Nambaで行われた「フジフレンドパーク 2014」では当日ゲストバンドとして招かれていたASIAN KUNG-FU GENERATIONの後藤正文を招いて「銀河」を披露した[2]。
- 2016年7月7日、Zepp DiverCityで行われた「フジフレンドパーク2016」では当日ゲストバンドとして招かれていたKANA-BOONの谷口鮪を招いて「銀河」を披露した[3]。
- キュウソネコカミは本楽曲のカバーをセットリストに度々組み込んでいたことを明かしている[注釈 1]。